# Stiepan Suprun
Stiepan Pawłowicz Suprun (ros. Степан Павлович Супрун, ur. 20 lipca?/2 sierpnia 1907 we wsi Riczky w guberni charkowskiej (obecnie w obwodzie sumskim), zm. 4 lipca 1941 k. Tołoczyna) – radziecki pilot doświadczalny i wojskowy, podpułkownik, dwukrotny Bohater Związku Radzieckiego (1940 i 1941).

## Życiorys
W latach 1910–1913 mieszkał w USA, następnie w Kanadzie, do 1924 skończył 8 klas szkoły w Winnipeg. W 1924 wraz z rodziną wyjechał do ZSRR, mieszkał we wsi Wostrowo w Kraju Ałtajskim i w Ałma-Acie, pracował jako stolarz i frezer. Od października 1929 służył w Armii Czerwonej, w 1930 ukończył szkołę młodszych specjalistów lotniczych w Smoleńsku, a w 1931 szkołę pilotów w Smoleńsku, był lotnikiem i dowódcą klucza eskadry myśliwskiej Sił Powietrznych w Białoruskim Okręgu Wojskowym. W lipcu 1933 został pilotem doświadczalnym Naukowo-Badawczego Instytutu Sił Wojskowo-Powietrznych, uczestniczył w testach wielu modeli samolotów wojskowych i ich modyfikacji. Od lipca 1939 do stycznia 1940 był dowódcą myśliwskiej grupy lotniczej, brał udział w wojnie chińsko-japońskiej, wykonując 83 loty bojowe (w tym 7 nocnych) na samolotach I-15 i I-16 w celu odparcia ataków japońskich myśliwców na chińskie miasta. Po powrocie z Chin kontynuował wypróbowywanie w Naukowo-Badawczym Instytucie Sił Powietrznych modeli samolotów wojskowych, w marcu 1940 był członkiem delegacji ZSRR odwiedzającej niemieckie firmy lotnicze. W 1940 otrzymał stopień podpułkownika. Był deputowanym do Rady Najwyższej ZSRR 1 kadencji (od 1937). Uczestniczył w wojnie z Niemcami, w czerwcu-lipcu 1941 dowodził 401 myśliwskim pułkiem lotniczym sformowanym z jego inicjatywy z pilotów doświadczalnych, walczył na Froncie Zachodnim, brał udział w walkach obronnych na Białorusi. Wykonał ok. 15 lotów bojowych na myśliwcu MiG-3, w walkach powietrznych strącił 1 samolot wroga. Zginął w walce powietrznej. Został pochowany w rejonie wsi Monastyri w obwodzie witebskim, w lipcu 1960 jego prochy zostały przeniesione na Cmentarz Nowodziewiczy.
20 maja 1940 został uhonorowany tytułem Bohatera Związku Radzieckiego i Złotą Gwiazdą. 22 lipca 1941 otrzymał pośmiertnie drugą Złotą Gwiazdę Bohatera Związku Radzieckiego, stając się tym samym pierwszym dwukrotnym Bohaterem Związku Radzieckiego. Był odznaczony dwoma Orderami Lenina (25 maja 1936 i 20 maja 1940) i orderem chińskim.